# Francisco Vila
Francisco Javier Vila Errandonea, detto Patxi (Vera de Bidasoa, 11 ottobre 1975), è un dirigente sportivo ed ex ciclista su strada spagnolo di origine basca. Professionista dal 2001 al 2012, dal 2024 è direttore sportivo del team Red Bull-Bora-Hansgrohe.

## Carriera
Passato professionista nel 2001 con l'iBanesto.com, dal 2003 al 2008 ha corso con la Lampre e con la Lampre-Caffita (poi Lampre-Fondital). In carriera colse una sola vittoria, nella terza tappa della Parigi-Nizza 2006, battendo in una volata a due Floyd Landis. Con quell'azione l'americano conquistò la maglia di capoclassifica, che manterrà fino a fine corsa. Vila concluse la corsa al secondo posto a 9" da Landis. Nello stesso anno conclude il Giro d'Italia al decimo posto.
Il 3 marzo 2008 risultò positivo ad un controllo antidoping, che evidenziò l'utilizzo di testosterone. La positività venne comunicata due mesi più tardi, durante il Tour de Romandie, che abbandonò mentre era in testa alla classifica per scalatori.Il ciclista affermò che la positività era dovuta ad alcuni aminoacidi inconsapevolmente contaminati con testosterone, ammettendo tuttavia le proprie colpe. Fu così sanzionato dalla Federazione ciclistica spagnola con due anni di sospensione. Il 20 ottobre 2009 il TAS ridusse la sanzione da 24 a 18 mesi, facendola così concludere il successivo 5 novembre.
Rientrato alle corse, nel 2011 vestì la divisa della De Rosa-Stac Plastic e nel 2012 (sua ultima stagione da pro) quella dell'Utensilnord-Named, sempre sotto la direzione di Fabio Bordonali.
Dopo il ritiro dalle gare assume il ruolo di direttore sportivo, prima, dal 2015 al 2016, del team Tinkoff, e poi, dal 2017, della Bora-Hansgrohe. Durante il Giro delle Fiandre 2017, mentre guida l'ammiraglia della Bora-Hansgrohe, le sue bestemmie in italiano a seguito della caduta di Peter Sagan vengono riprese da una telecamera interna alla macchina e trasmesse in televisione a margine della corsa.

## Palmarès
- 2000 (Caja Rural, quattro vittorie)

Prueba San Juan
Loinatz Proba - Beasain
Classifica generale Vuelta a Zamora
5ª tappa Vuelta a Palencia (Venta de Baños > Dueñas, cronometro)
Classifica generale Vuelta a Palencia
- 2006 (Lampre, una vittoria)

3ª tappa Parigi-Nizza (Juliénas > Saint-Étienne)

### Altri successi
- 2000 (Caja Rural, una vittoria)

Classifica scalatori Vuelta a Navarra

## Piazzamenti

### Grandi Giri
- Giro d'Italia

2003: 44º
2004: 22º
2005: 22º
2006: 10º
2007: 15º
- Tour de France

2006: 22º
2007: 29º
- Vuelta a España

2003: 52º
2005: ritirato (13ª tappa)

### Classiche monumento
- Milano-Sanremo

2007: 69º
2008: 63º
2012: 46º
- Liegi-Bastogne-Liegi

2003: 66º
2004: 52º
2005: 82º
2007: 37º
- Giro di Lombardia

2002: ritirato
2003: 51º
2004: 24º
2005: ritirato
2012: ritirato